# Querceti sempreverdi di Geraci Siculo e Castelbuono
Querceti sempreverdi di Geraci Siculo e Castelbuono este o arie protejată (arie specială de conservare — SAC, sit de importanță comunitară — SCI) din Italia întinsă pe o suprafață de 3.380 ha, integral pe uscat.

## Localizare
Centrul sitului Querceti sempreverdi di Geraci Siculo e Castelbuono este situat la coordonatele 37°52′25″N 14°06′20″E / 37.873611°N 14.105556°E.

## Înființare
Situl Querceti sempreverdi di Geraci Siculo e Castelbuono a fost declarat sit de importanță comunitară în septembrie 1995 pentru a proteja 2 specii de plante și 27 de specii de animale. Situl a fost protejat și ca arie specială de conservare în decembrie 2015.

## Biodiversitate
Situată în ecoregiunea mediteraneană, aria protejată conține 14 habitate naturale: Râuri mediteraneene cu debit intermitent, cu specii de Paspalo-Agrostidion, Păduri de stejar alb estice, Mlaștini turboase de tranziție și turbării mișcătoare, Galerii de Salix alba și de Populus alba, Pseudostepă cu ierburi și specii anuale de Thero-Brachypodietea, Matorral arborescenți cu Laurus nobilis, Pante stâncoase calcaroase cu vegetație casmofită, Tufărișuri termo-mediteraneene și de pre-deșert, Liziere de ierburi înalte hidrofile de câmpie și de nivel montan până la alpin, Păduri de Quercus ilex și Quercus rotundifolia, Păduri de Quercus suber, Grohotișuri termofile și vest-mediteraneene, Fânețe de joasă altitudine (Alopecurus pratensis, Sanguisorba officinalis), Ape oligotrofe în general din solurile nisipoase vest-mediteraneene, cu un conținut foarte redus de minerale, cu Isoetes spp..
La baza desemnării sitului se află mai multe specii protejate:
- plante (2): Dianthus rupicola, Leontodon siculus
- păsări (23): ciocârlie-de-câmp (Alauda arvensis), Alectoris graeca whitakeri, fâsă-de-câmp (Anthus campestris), acvilă de munte (Aquila chrysaetos), Aquila fasciata, pasărea ogorului (Burhinus oedicnemus), caprimulg (Caprimulgus europaeus), cuc (Cuculus canorus), Falco biarmicus, Falco naumanni, șoim călător (Falco peregrinus), șoimul rândunelelor (Falco subbuteo), muscar negru (Ficedula hypoleuca), vulturul pleșuv sur (Gyps fulvus), capîntortură (Jynx torquilla), sfrâncioc cu cap roșu (Lanius senator), ciocârlie de pădure (Lullula arborea), ciocârlie de bărăgan (Melanocorypha calandra), mierlă de piatră (Monticola saxatilis), Pyrrhocorax pyrrhocorax, sitar de pădure (Scolopax rusticola), turturică (Streptopelia turtur), sturz (Turdus pilaris)
- nevertebrate (3): croitorul mare al stejarului (Cerambyx cerdo), Cordulegaster trinacriae, Rosalia alpina
- reptile (1): Emys trinacris

Pe lângă speciile protejate, pe teritoriul sitului au mai fost identificate 94 de specii de plante, 1 specie de păsări, 2 specii de amfibieni, 5 specii de mamifere, 31 de specii de nevertebrate, 3 specii de reptile.